# Inocellia aspouckorum
Inocellia aspouckorum is een kameelhalsvliegensoort uit de familie van de Inocelliidae. De soort komt voor in de China.
Inocellia aspouckorum werd voor het eerst wetenschappelijk beschreven door C.-k. Yang in 1999.